# Cantone di Argentré-du-Plessis
Il Cantone di Argentré-du-Plessis era una divisione amministrativa dell'arrondissement di Fougères-Vitré.
A seguito della riforma approvata con decreto del 18 febbraio 2014, che ha avuto attuazione dopo le elezioni dipartimentali del 2015, è stato soppresso.

## Composizione
Comprendeva i comuni di:
- Argentré-du-Plessis
- Brielles
- Domalain
- Étrelles
- Gennes-sur-Seiche
- Le Pertre
- Saint-Germain-du-Pinel
- Torcé
- Vergéal